# Steven Takahashi
Steven Masao Takahashi (8 de abril de 1992), es un luchador canadiense de lucha libre. Participó en  Campeonato Mundial de 2014 consiguiendo un 21.º puesto. Ganó una medalla de bronce en los Juegos Panamericanos de 2011. Obtuvo dos medallas de bronce en Campeonatos Panamericanos, de 2014 y 2015. Segundo en Juegos de la Francofonía de 2013.